# Дубовик, Иван Тихонович
Иван Тихонович Дубовик (укр. Іван Тихонович Дубовик; 1942—2015) — советский и украинский спортсмен и тренер; Мастер спорта СССР, Заслуженный тренер Украины (2001). Почетный гражданин Никополя.

## Биография
Родился 26 марта 1942 года в посёлке Мировое Томаковского района Днепропетровской области Украинской ССР. Его отец погиб в Великую Отечественную войну, и двоих сыновей растила мать, работавшая по дому и на элеваторе.
Во время учёбы в школе занимался вольной борьбой, его первым тренером был Николай Сафошин. После окончания семилетки поступил в Запорожское ремесленное училище, продолжая заниматься борьбой. После окончания училища ему предложили остаться в Запорожье, но Иван с друзьями уехал в Казахстан поднимать целину. Проработав один год водителем в колхозе им. И. Сталина, вернулся в родной посёлок. В 1960 году женился, а в 1961 году был призван на военную службу — служил в войсках ПВО во Львове. Во время службы в Советской армии Иван увлёкся самбо, выполнил норматив мастера спорта СССР в тяжелом весе.
После демобилизации, в 1964 году, вернулся в Никополь, работал вальцовщиком в цехе № 5 Южно-трубного металлургического завода. Продолжал заниматься самбо, выигрывал первенства Украины и ВЦСПС.
Окончив заочно в 1975 году Киевский институт физкультуры (ныне Национальный университет физического воспитания и спорта Украины), перешёл работать инструктором по спорту в никопольском спортивном клубе «Трубник»; вскоре стал тренером самбистов в ДЮСШ этого же клуба, где проработал следующие сорок лет. И. Т. Дубовик воспитал двух мастеров спорта международного класса СССР — Юрия Евдокимова и Евгения Валькова, около 40 мастеров спорта СССР и Украины, а также тренеров — Григория Дашко (первый воспитанник Дубовика, ставший мастером спорта СССР по борьбе самбо, Заслуженный тренер Украины), Николая Касьянова (тренер по самбо ДЮСША "Металлург" (бывший СК Трубник)), Александра Науменко (тренер по самбо) и других.
Умер 14 марта 2015 года в Никополе.
В Никополе проводится ежегодный открытый городской турнир по борьбе самбо памяти почетного гражданина Никополя Ивана Дубовика.

## Семья
- Супруга — Галина Петровна.
- Сын, двое внуков.
- Дочь Оксана (†2008), трое внуков.